# Salvador Ferrer (organista)
Salvador Ferrer (1700 - 1768) fou organista de l'església parroquial de Canet de Mar entre 1717 i 1768.
Es conserva un document que acredita que Salvador Ferrer va ser admès a l'església de Sant Pere i Sant Pau de Canet de Mar per substituir Miquel Oller. Salvador Ferrer va regir el magisteri de l'orgue fins al seu traspàs, esdevingut el 27 de setembre de 1768. En el termini d’un mes, el 27 d'octubre de 1768, el rector i els regidors de la vila, després “de tingut relació dels examina-/dors que lo dit Llorens Ferrer y Clausell clergue de dª / vila era subgecte habil en tocar lo orga y acompa-/nyar la capella de cant”, van elegir i admetre l'esmentat Llorens Ferrer i Clausell com a nou organista de la parroquial.